# Juan Francisco Fresno Larraín
Juan Francisco Fresno Larraín (26 de julho de 1914 - 14 de outubro de 2004) foi um cardeal chileno da Igreja Católica Romana. Ele serviu como arcebispo de Santiago do Chile de 1983 a 1990, e foi elevado ao cardinalato em 1985.

## Início da vida e ordenação
Ele nasceu em Santiago do Chile como o filho de Luís Alfredo Fresno Ingunza e Elena Larraín Hurtado. Foi educado no seminário de Santiago do Chile e depois na Pontifícia Universidade Gregoriana de Roma, onde se licenciou em teologia. Foi ordenado sacerdote em 18 de dezembro de 1937, na catedral de Santiago, por José Horacio Campillo Infante, arcebispo de Santiago.

## Padre e bispo
Entre 1937 e 1958, trabalhou como pastor, diretor espiritual e vice-diretor do Seminário Menor. O Papa Pio XII nomeou-o bispo de Copiapó em 15 de junho de 1958. Ele participou do Concílio Vaticano II. Ele foi promovido à sede metropolitana de La Serena em 28 de julho de 1971 pelo Papa Paulo VI.

## Presidente da Conferência Episcopal do Chile
Ele foi eleito presidente da Conferência Episcopal do Chile em 1975. Ele desempenhou um papel fundamental nos esforços para restaurar a democracia no Chile durante a ditadura militar de Augusto Pinochet, fazendo contato com líderes da oposição e persuadindo-os a se unirem em um esforço pró-democracia. que incluía marxistas e o direito democrático. Após a queda de Pinochet, ele promoveu seus primeiros contatos de tensão com o governo e foi um dos apoiadores do Acuerdo Nacional para a Transição à Democracia Plena. Isso, por sua vez, levou ao plebiscito nacional chileno, de 1988, que marcou o início do fim do regime militar.

## Cardeal
O Papa João Paulo II nomeou-o arcebispo de Santiago do Chile em 3 de maio de 1983. Foi criado cardeal-presbítero de Santa Maria Imaculada de Lurdes em Boccea no consistório de 25 de maio de 1985. Ele renunciou ao governo pastoral da arquidiocese em 30 de março de 1985. Ele perdeu o direito de participar de um conclave quando completou 80 anos de idade, em 1994.

## Morte
Ele morreu em 14 de outubro de 2004 às 20h50 em sua residência particular em Santiago.